# Cantonul Moulins-Ouest
Cantonul Moulins-Ouest este un canton din arondismentul Moulins, departamentul Allier, regiunea Auvergne, Franța.

## Comune
- Aubigny
- Avermes
- Bagneux
- Coulandon
- Montilly
- Moulins (parțial, reședință)
- Neuvy